# Thạch Đồng
Thạch Đồng là một xã thuộc huyện Thanh Thủy, tỉnh Phú Thọ, Việt Nam.
Xã Thạch Đồng có diện tích 6 km², dân số năm 1999 là 4739 người, mật độ dân số đạt 790 người/km².